# Bataille de Tanagra (457 av. J.-C.)
Pour les articles homonymes, voir Bataille de Tanagra.
Première guerre du Péloponnèse
Batailles
- Tanagra
- Œnophyta
- Coronée

La bataille de Tanagra opposa Athènes et Sparte en 457 av. J.-C. à Tanagra, dans l'actuelle Grèce, lors de la Première guerre du Péloponnèse. Alors que Sparte revenait d'une expédition militaire en Doride afin d'aider les Doriens à combattre les Phocidiens, c'est à Tanagra, en Béotie, qu'ils rencontrèrent l'armée athénienne. La victoire fut spartiate.